# 博爾基·馬爾·沙華臣
博爾基·馬爾·沙華臣（1984年11月11日—）是一位冰島足球運動員。在場上的位置是中場或中後衛。他現在效力於冰島足球超級聯賽球隊瓦魯爾足球俱樂部。